# 企鵝角

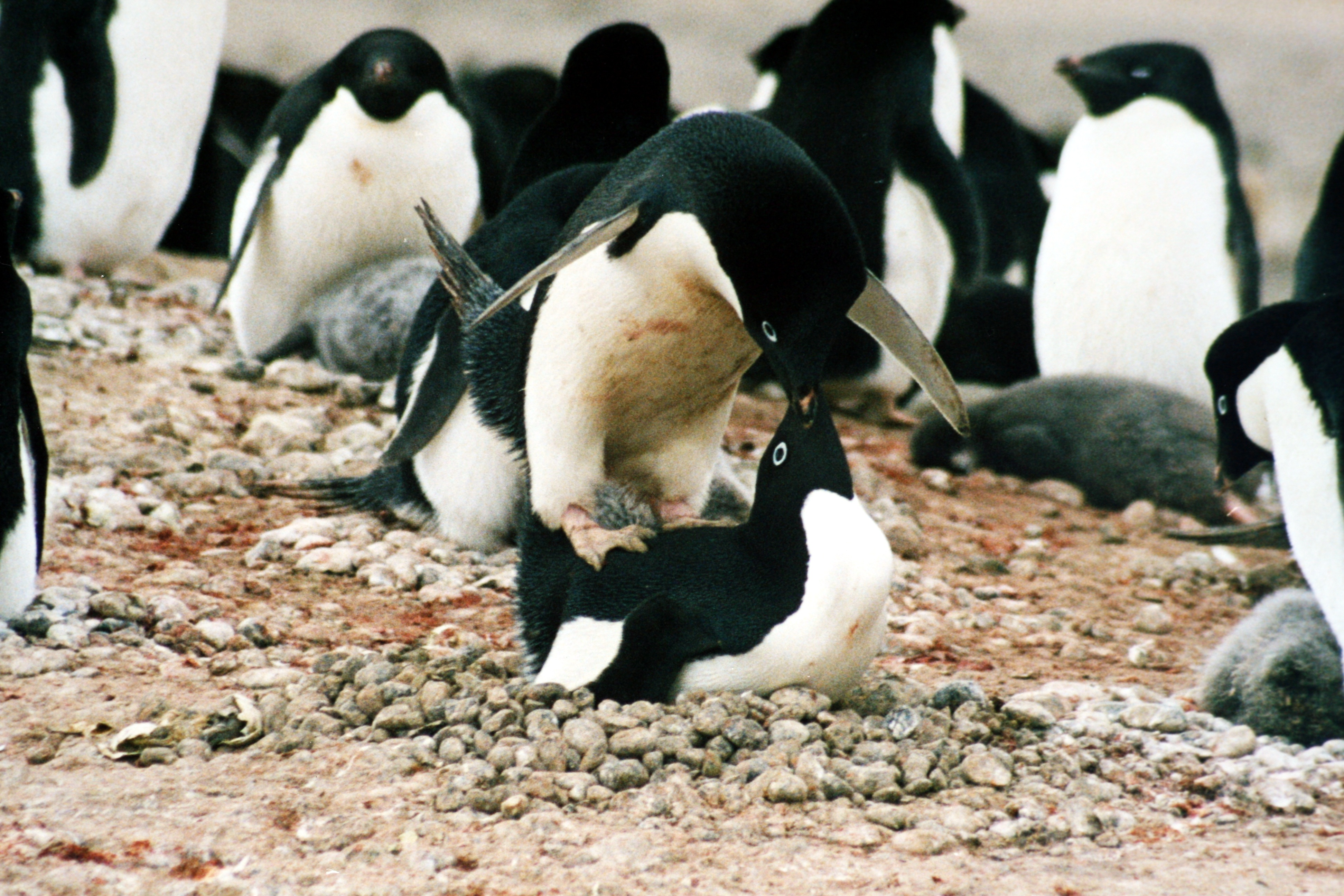

企鵝角（英語：Penguin Point），是南極洲的海岬，位於西摩島東南岸、企鹅湾之南，處於南極半島東北端，該海岬被國際鳥盟列為重點鳥區，是約16,000雙阿德利企鵝的棲息地，現時由南極條約體系管理。
64°18′26″S 56°42′24″W / 64.30722°S 56.70667°W